# 8020運動
8020運動（はちまるにいまるうんどう）とは、日本において展開されている歯科に関する運動で、満80歳で20本以上の歯を残そうとするのが主目的である。厚生労働省や日本歯科医師会により推進されている。

## 現状
1999年に行われた第八回歯科疾患実態調査によると、80歳での残存歯数は約8本、20本以上の残存歯を持つ者は約15%となっている。2005年に行われた第九回歯科疾患実態調査においては、80歳での残存歯数は約10本、80-84歳で20本以上の残存歯を持つ者は21.1%と前回調査に比べ、さらに大幅に増加した。口腔衛生への関心の高まりを反映し、残存歯数、20本以上の残存歯を持つ者の割合共に増加してきている。2016年に行われた歯科疾患実態調査においては、8020達成者の割合（80歳で20本以上の歯を有する者の割合）を51.2%と推計している。

## 経緯
- 1985年
  - 愛知県豊田市で行われた調査にて、十本以上の歯の喪失で半分以上の人がもっとも硬い食品の一つとされていた古タクワンや酢蛸を食べることができないことが判明[7]。80歳の喪失歯10本以下を目標にする事を提唱。
- 1987年
  - 神奈川県厚木市で開催された地域歯科保健研究会（保健所歯科の会）「厚木ワークショップ」で、80歳で喪失歯を10本までとする「8010」（「めざそう80歳 欠損歯は10歯まで」）を提唱[8]。
- 1989年
  - 愛知県にて目標を残存歯20本以上とする、8020運動開始[9][10]。
  - 成人歯科保健対策検討会の中間報告で8020運動が取り上げられる[2]。これ以降この運動が全国に広まる。
- 2000年
  - 21世紀における国民健康づくり運動にて、2010年までに20本以上の残存歯を持つ者を20%とする事を目標とする[11]。
  - 8020推進財団設立[1]。
- 2013年
  - 東京都港区のみなと保健所は、八十歳で二十本以上の歯のある「8020」を達成した区民が50%を超えた、と発表した。全国平均の38%を大きく上回っており、2022年度までに50%にする国の目標に対し10年早く目標を達成した。「8020」50%越えは、全国の自治体初だという[12]。